# Jürgen Redhardt
Jürgen Fritz-Karl Redhardt (* 8. Mai 1926 in Wiesbaden; † 7. Januar 2009 in Staufenberg-Daubringen) war ein deutscher evangelischer Theologe, Religionsdidaktiker und Diplompsychologe.

## Leben
Redhardt verbrachte seine Kindheit hauptsächlich in Frankfurt am Main. Nach Ablegung des Abiturs studierte er Psychologie und Evangelische Theologie in Marburg und Mainz. 1952 promovierte er an der Johannes Gutenberg-Universität Mainz zum Thema Das evangelische und das katholische Dostojewski-Bild.
Seine anfängliche berufliche Tätigkeit war als Pfarrer. 1965 wechselte er an die Justus-Liebig-Universität Gießen. 1972 wurde seine dortige Stelle in eine Professur für Religionspsychologie und Didaktik des Religionsunterrichts umgewandelt. 1991 ging er in den Ruhestand.
Während seiner beruflichen Tätigkeit verfasste Redhardt zahlreiche Artikel, Fachliteratur und Gutachten und trat Zeit seines Wirkens stetig für Toleranz gegenüber anderen Religionen ein. Er war hessischer Landesvorsitzender der Vereinigung der Verfolgten des Naziregimes – Bund der Antifaschistinnen und Antifaschisten.
Redhardt zeigte wiederholt Sympathien für kontroverse Sekten wie Scientology und die Moon-Sekte und trat 2007 als Sprecher bei der öffentlichkeitswirksamen Eröffnung der deutschen Scientology-Zentrale in Berlin auf.

## Veröffentlichungen (Auswahl)
- NS-Zeit im Spiegel des Schulbuchs. Röderberg, Frankfurt a. M. 1970.
- als Hrsg. mit Ernst Schering, Gerhard Ringshausen: Evangelium – Religionswissenschaft – Gesellschaft. Festschrift für Friedrich Hahn zum 60. Geburtstag am 13.12.1970. Elwert, 1972, ISBN 3-7708-0461-9.
- Modelle für einen demokratischen Religionsunterricht – Fünf Unterrichtseinheiten. Röderberg, 1976, ISBN 3-87682-901-1.
- Wie religiös sind die Deutschen? Das psychologische Profil des Glaubens in der Bundesrepublik. Benziger Verlag 1982, ISBN 3-545-26133-6.
- Recht auf Frieden Pflicht zum Widerstand. Denkanstöße anlässlich des 20. Deutschen Evangelischen Kirchentages in Hannover. Röderberg, Frankfurt a. M. 1983, ISBN 3-87682-776-0.
- Sachverständigengutachten zum Glaubenssystem, zum Fremd- und Selbstverständnis und zur missionarischen Aktivität der Vereinigungskirche und Wie passt die Vereinigungskirche in die religiöse Landschaft Mitteleuropas?, in: Fritz Piepenburg (Hg.): Blickpunkt Vereinigungskirche. Beiträge aus der Theologie, den Geisteswissenschaften und in eigener Sache, Kando Verlag: 2002, ISBN 3-922947-13-1.
- Der Jüngste. Auf den Spuren meiner religiösen Entwicklung, christlichen Sozialisation und spirituellen Selbstfindung, Atelea-Verlag: Fuldatal 2007.